# 抗p53抗体

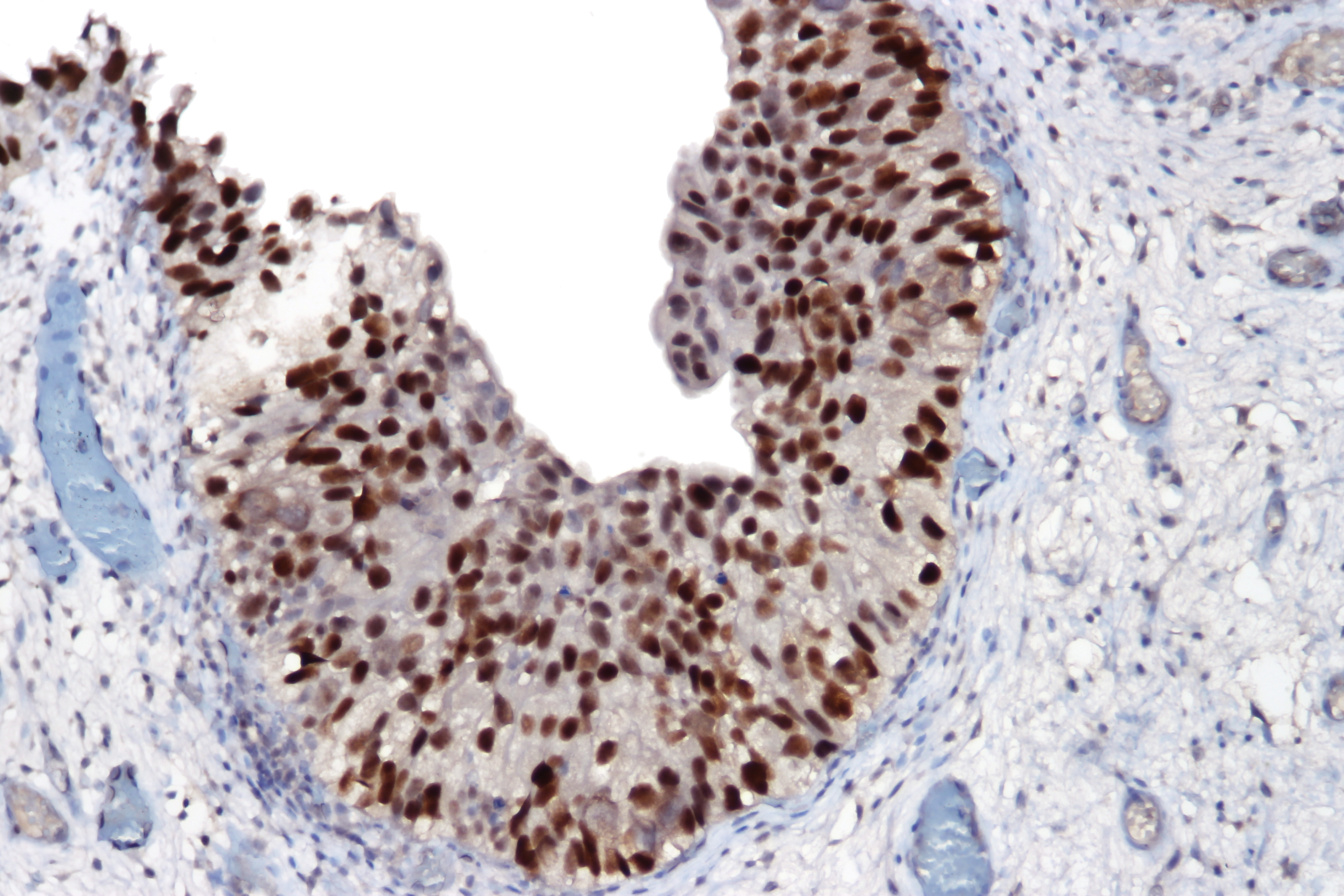
尿路上皮癌（上皮内癌）：腫瘍部分で褐色に染まっているのがp53蛋白。野生型p53蛋白は半減期が短くすぐ分解されるが、癌の変異型p53蛋白は核内に蓄積される。

抗p53抗体（こうピー53こうたい、英語: anti-p53 antibody）とは、癌抑制遺伝子p53の産物であるp53蛋白に対する自己抗体である。悪性腫瘍でp53遺伝子の変異が起きている場合に出現することがあり、
腫瘍マーカーとして利用される。悪性腫瘍に対する感度はそれほど高くないが、特異性が高く、また、早期の悪性腫瘍でも陽性になることがある。

## 臨床的意義
p53遺伝子は癌抑制遺伝子（機能が障害されると発癌に進む遺伝子）の一つであり、固形癌のほぼ半数でp53遺伝子の変異が認められる。
（p53遺伝子産物のp53蛋白は転写因子であり、その主要な機能の一つは、DNAが損傷を受けたときに、細胞分裂を停止させたり、アポトーシス（細胞死）を誘導して癌の発生を防止することである。
p53遺伝子の変異が認められない癌でもp53遺伝子の作用を障害するような別の遺伝子の変化が起こっている。）
p53遺伝子の変異がある癌の約20 %から50 %で、血中に抗p53抗体が出現する。
野生型（正常）のp53蛋白はすぐ分解されるが、癌細胞の変異型のp53蛋白は分解されにくく、核や細胞質内に蓄積されて、その結果、自己抗体が誘導されるものと考えられている
（抗p53抗体の認識するエピトープは、通常、変異箇所ではなく、p53蛋白の末端部分である）
。
抗p53抗体は、食道癌や卵巣癌、大腸癌、などの2、3割で陽性となり、しかも、早期癌でも陽性率が高いことから、
腫瘍マーカーとして、癌のスクリーニングや経過観察に用いられている。

### 癌の種別
抗p53抗体の臓器特異性は低く、抗p53抗体陽性率は癌のp53遺伝子変異の頻度に並行する傾向がある。p53変異の率が高い食道癌、頭頸部癌、卵巣癌、大腸癌・直腸癌などでは陽性頻度が高い
（例外的に、皮膚癌と神経膠腫は、p53変異頻度に比して抗p53抗体陽性頻度は低いが、血液脳関門や皮膚バリアにより免疫反応が起こりにくいためと考えられている）。
逆に、p53遺伝子変異が稀である悪性黒色腫や精巣腫瘍では陽性率が低い。
| 病態                   | 抗p53抗体陽性率 | p53遺伝子変異率 |
| ---------------------- | --------------- | --------------- |
| 健常人・良性疾患       | 2.1 %           |                 |
| 食道癌                 | 32.7 %          | 41.1 %          |
| 口腔癌                 | 28.5 %          |                 |
| 頭頸部癌               | 27.0 %          | 42.0 %          |
| 卵巣癌                 | 24.1 %          | 47.2 %          |
| 大腸癌・直腸癌         | 21.4 %          | 43.3 %          |
| 肝細胞癌               | 19.8 %          | 31.3 %          |
| 膀胱癌                 | 18.2 %          | 28 %            |
| 肺癌                   | 18.2 %          | 37.4 %          |
| 胃癌                   | 15.6 %          | 32.3 %          |
| 乳癌                   | 15.5 %          | 23.0 %          |
| 子宮癌                 | 13.9 %          | 20.3 %          |
| 膵臓癌                 | 10.9 %          | 37.8 %          |
| 悪性リンパ腫           | 9.8 %           | 19.3 %          |
| 胆道癌                 | 9.7 %           |                 |
| 血液癌                 | 6.5 %           | 11.1 %          |
| 神経膠腫（グリオーマ） | 6.3 %           | 26.2 %          |
| 前立腺癌               | 5.0 %           | 17.5 %          |
| 皮膚癌                 | 2.9 %           | 34.7 %          |
| 精巣癌                 | 0 %             |                 |
| 悪性黒色腫             | 0 %             |                 |

（文献より抜粋）

### 癌の進行度・予後
抗p53抗体陽性率は、癌のステージ（病期）とはそれほど明確な関係はないようである。
すなわち、早期の癌でも抗p53抗体は、他の腫瘍マーカーと比べて高率に陽性となる。
例をあげれば、ステージⅠ以下の早期大腸癌で抗p53抗体は28-40 %が陽性となるが、CEAの陽性率は5 %以下にとどまる。
抗p53抗体陽性の癌は陰性の癌に比べて予後が悪いとされているが
、
独立の予後因子ではないとする報告も多い。

### 治療効果判定
抗p53抗体陽性の癌に対する手術や化学療法が奏功すると、抗体価は低下するが、完全に陰性にはならず低値で持続するのが通常である。治療後も低下しない場合は再発率が高い。
抗体価の増加は再発を示唆する。

### 偽陽性・癌高危険群
健常人や良性疾患で抗p53抗体が陽性になることはほとんどなく、メタアナリシスでは、2.1 %程度である。
なお、癌が存在しない場合でも、癌にまでは進展していない異形成（前癌状態）の状態でp53遺伝子の変異が生じて抗p53抗体が陽性になる例が存在することが指摘されており、癌高危険群のスクリーニングに有用な可能性がある。